# Zatwar cuchnący
Zatwar cuchnący (Sterculia foetida) – gatunek drzewa z rodziny ślazowatych z podrodziny zatwarowych (Sterculioideae). Pochodzi z  Indii, Azji Południowo-wschodniej i Australii. Nazwa łacińska pochodzi od słowa stercus ("odchody zwierzęce"), co nawiązuje do cuchnącej woni kwiatów i roztartych liści.

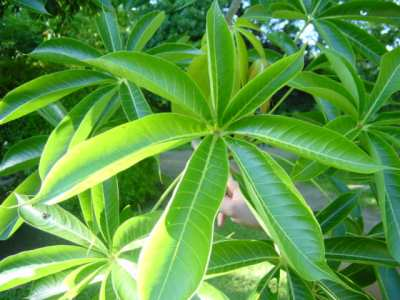
Liście

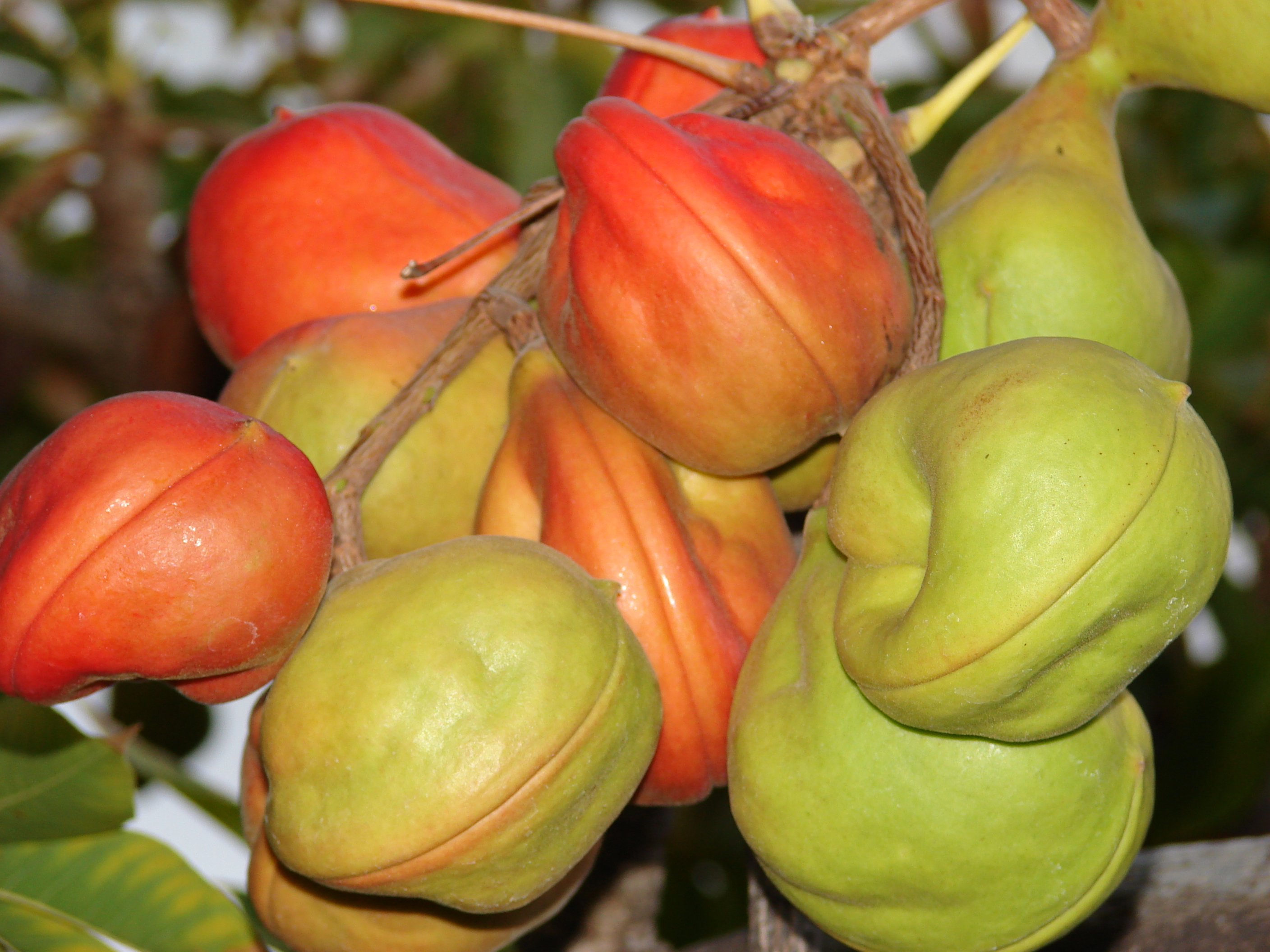
Owoce

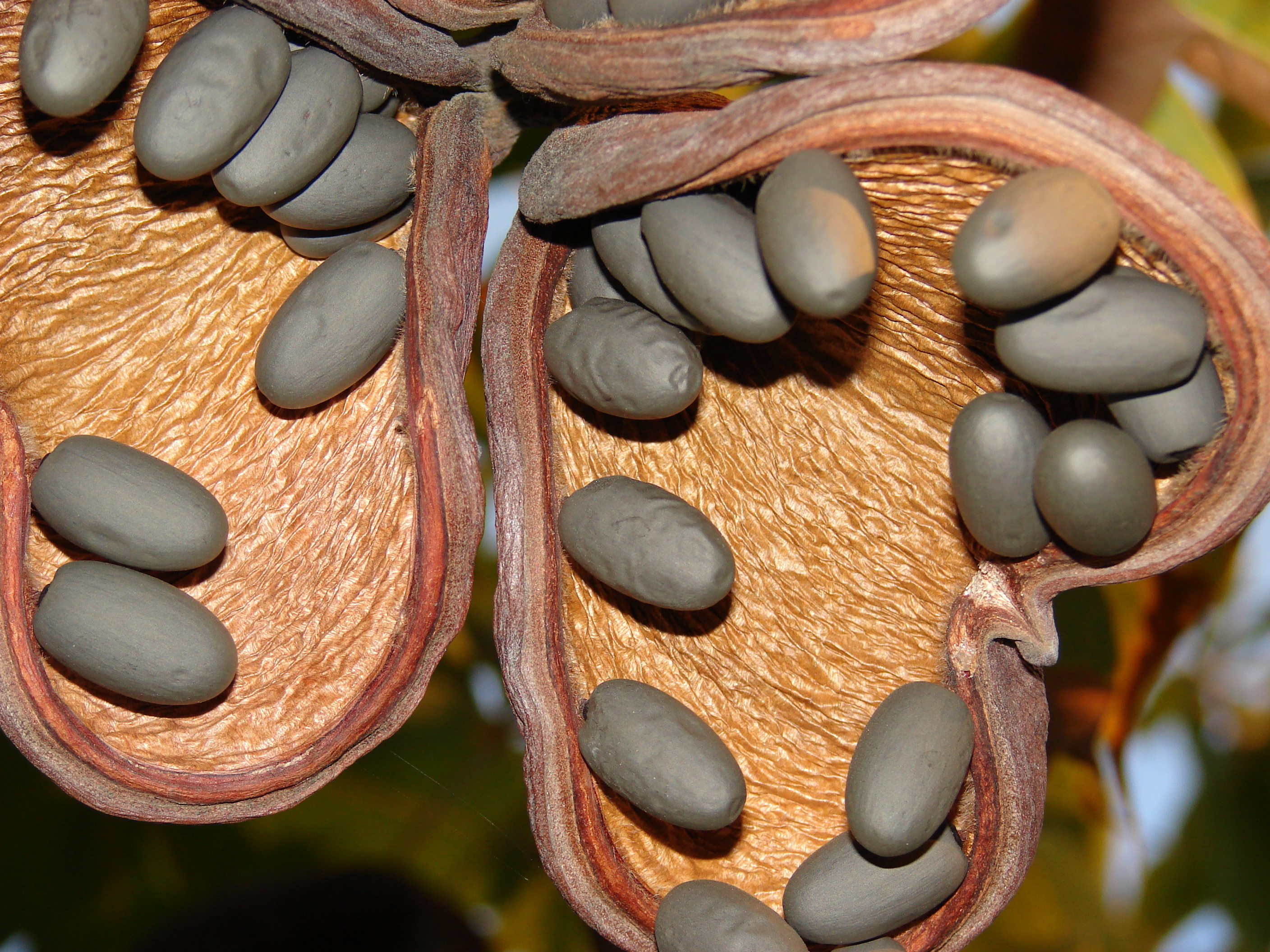
Otwarty owoc z widocznymi nasionami

## Morfologia
PokrójDrzewo osiągające do 20 m wysokości, o rozłożystej koronie. Kora szara, gładka. U starych drzew niekiedy występują korzenie skarpowe.
LiścieDłoniaste, złożone z 5-9 ostro zakończonych listków.
KwiatyBezpłatkowe, żółte do purpurowych, jednopłciowe, o nieprzyjemnym zapachu.
OwoceCzerwone, drewniejące po dojrzeniu i pękające mieszki. Nasiona czarne, owalne, o konsystencji oliwek i mocnym aromacie kakao. Jadalne, jednak niedojrzałe mogą wywoływać biegunkę.

## Zastosowanie
- Sadzone w miastach jako atrakcyjne drzewo ozdobne i cieniodajne.
- Z łyka wykonuje się mocne i elastyczne liny.
- Liście i kwiaty mają zastosowanie lecznicze, wywary z nich leczą obrzęki reumatyczne.
- Owoce spożywa się w Indiach na surowo i po uprażeniu.
- Z nasion wytłacza się olej, wykorzystywany do oświetlenia i wyrobu farb[6].